# Kris Clyburn
Kristopher "Kris" Joshon Clyburn (Detroit, Michigan, 20 de abril de 1996) es un jugador de baloncesto estadounidense que pertenece a la plantilla del SG Apes de la liga de Mongolia. Con 1,98 metros de estatura, juega en la posición de escolta.

## Trayectoria deportiva
Es un escolta natural de Detroit formado entre Ranger College y la Universidad de Nevada, Las Vegas con el que jugaría durante 3 temporadas en la NCAA con UNLV Runnin' Rebels.
Tras no ser elegido en el Draft de la NBA de 2019, jugaría dos partidos para los Milwaukee Bucks durante la NBA Summer League 2019-20. 
El 16 de septiembre de 2019, dio el salto a Europa para debutar como profesional en las filas del Astoria Bydgoszcz de la PLK polaca. Jugó 21 partidos durante la temporada 2019-20 y promedió 15,3 puntos, 4,6 rebotes, 1,5 asistencias y 1,5 robos por partido. 
El 11 de junio de 2020, Clyburn firmó con BC Tsmoki-Minsk de la VTB League. En sus primeros partidos de la temporada 2020-21 promediaría la cifra de 17.0 puntos con un promedio de tiros de tres puntos del 50.0 por ciento y 4.0 rebotes.
El 15 de julio de 2021, firma por el Maccabi Rishon LeZion de la Ligat Winner.
El 29 de enero de 2022, firma por el Büyükçekmece Basketbol de la Türkiye Basketbol 1. Ligi.
En la temporada 2022-23, firma por el Mitteldeutscher BC de la Basketball Bundesliga.
El 6 de septiembre de 2023 fichó por el BCM Gravelines-Dunkerque de la LNB Pro A francesa.
En diciembre de 2024 fichó por el SG Apes de la liga de Mongolia.